# 登源河
登源河是安徽省绩溪县的第一大河，全长约55公里，流域面积约180平方公里。
登源河为新安江的源头之一，发源于徽杭古道的逍遥峡谷，从东北向西南。上游地势陡峭，水流湍急，比降达38%，水道险峻，船只无法通行。鱼川村以下，河床开阔，比降4%。至绩溪县的南大门临溪镇，登源河与扬之河、大源河汇合成练江。
登源河沿岸，串起数十个徽州古村落。从临溪沿登源河溯流而上，依次为高车、周坑、中王、湖里、忠周、仁里、大庙汪村、瀛洲、大坑口（龙川村）、百鸟村、湖村、北村、下新桥、伏岭、渔川等。